# Jiangqiao
Jiangqiao (chinois : 江桥 ; Wade-Giles : Chiang-ch'iao) ou Ha-la-erh-ka, est une ville aux bords de la rivière Nen, dans le Heilongjiang, en République populaire de Chine. Elle est située au sud de Qiqihar.

## Histoire
En novembre 1931, le pont du chemin de fer de l’Est chinois sur la Nen près de Jiangqiao devient le lieu de l'une des premières batailles de la Seconde Guerre sino-japonaise.